# Рефиш, Ханс Йозе
Ханс Йозе Рефиш (нем. Hans José Rehfisch) (10 апреля 1891 года, Берлин — 9 июня 1960 года, Шульс, ныне Шкуоль, Швейцария) — немецкий драматург, писатель и театральный режиссёр. Псеводнимы: Георг Тернер, Рене Кестнер, Сидней Филлипс, Х. Г. Теннисон Холмс.

## Биография

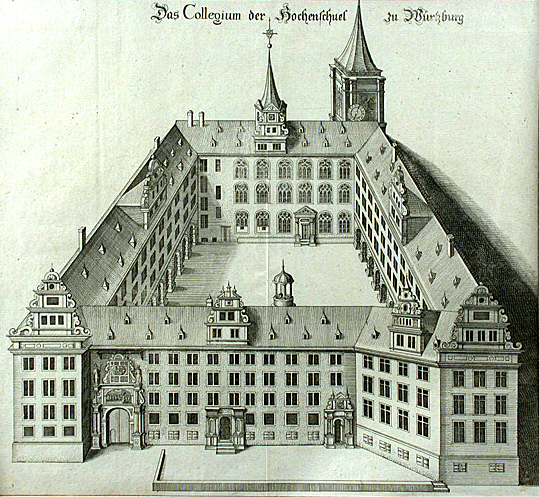
Университет Вюрцбурга

Родился 10 апреля 1891 года в Берлине в семье врача Ойгена Рефиша.
Ханс Хосе Рефиш изучал экономику, философию, право и политологию в Берлине, Гренобле и Вюрцбурге. В 1916 году он окончил университет Вюрцбурга (Тема дипломной работы — «Правовой природе экспроприации» (нем. Die rechtliche Natur der Enteignung)). Затем Рефиш работал судебным заседателем в прокуратуре и в уголовной палате II Окружного суда Берлина. Позже работал юристом и юрисконсультом в одной кинокомпании.
В 1913 году появилась его первая пьеса — трагедия «Золотые руки».
Ханс служил в армии в годы Первой мировой войны (1914—1918).
После окончания Первой мировой войны Рефиш опубликовал другие трагедии. В 1922 году он написал свою первую комедию «Воспитание Колибри».
Рефиш оставил юридическую практику и с тех пор полностью посвятил себя театру. В Веймарской республике он был одним из самых популярных драматургов. Его актуальные социально-критические сатиры и исторические драмы ценились за острые диалоги. В 1924 году его трагическая комедия «Кто плачет по Юкенаку?» была встречена во всей Европе с восторгом. Марлен Дитрих сделала себе имя как молодая актриса в Берлине, сыграв в 1926 году роль Лу в социальной сатире Рефиша «Дуэль в Лидо». 

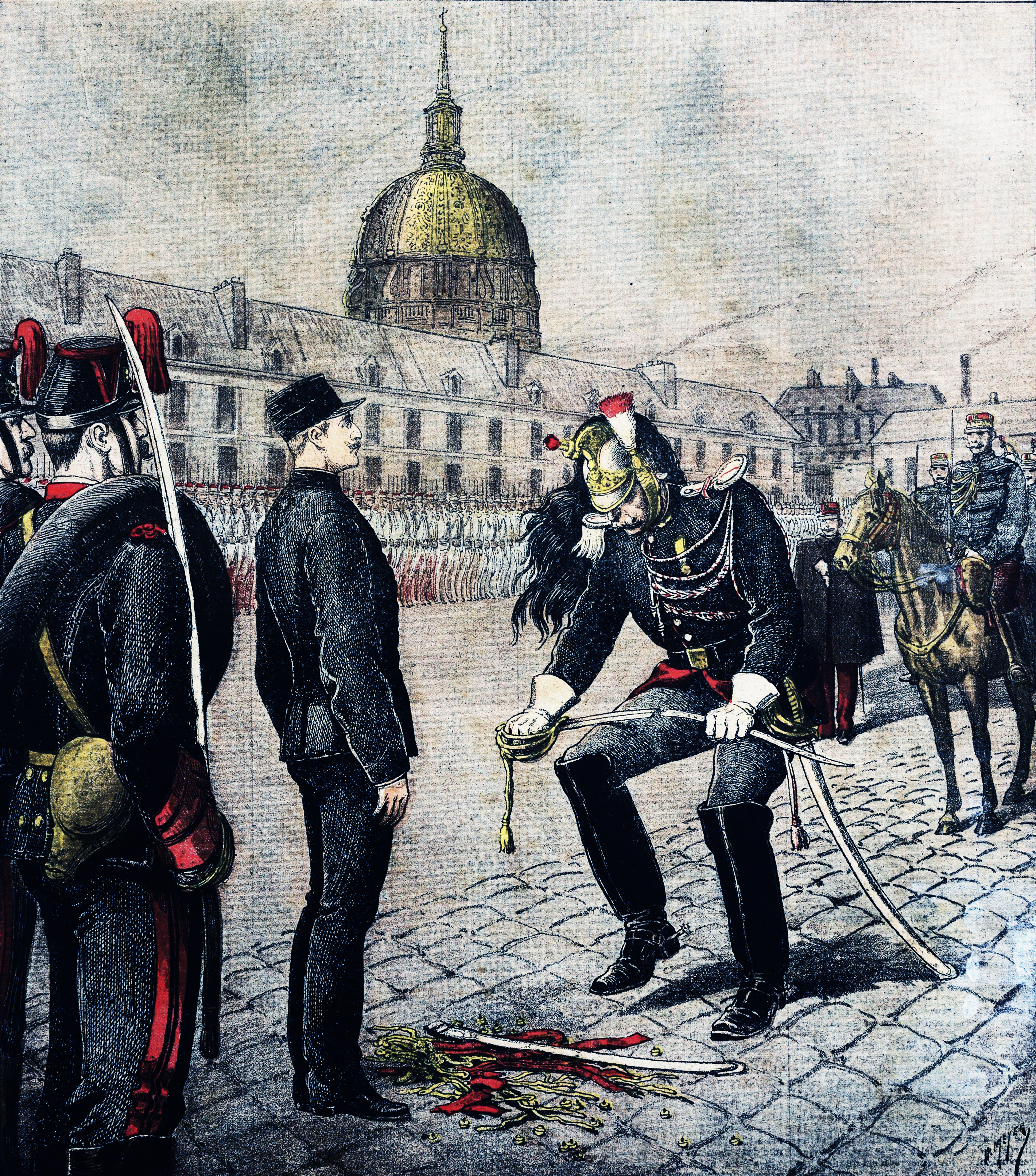
Дело Дрейфуса во Франции. 1894 г.

Большой успех Рефишу принесла пьеса «Дело Дрейфуса» (нем. Die Affäre Dreyfus), написанная в 1929 году совместно с Вильгельмом Херцогом. В «Деле Дрейфуса»  на историческом материале изобличались милитаризм и антисемитизм. Премьера спектакля состоялась в 1929 году в театре «Фольксбюне» в Берлине (под псевдонимом Рене Кестнер) и в 1931 году спектакль показали  в Париже. Но после первого спектакля праворадикальная организация  «Action Francaise»  устроила беспорядки, так что постановка была снята. Он также написал книгу с Херцогом «Дело Дрейфуса».
В 1922-1923 годах Рефиш и Эрвин Пискатор руководили Центральным театром на Альте-Якобштрассе (Берлин-Кройцберг). В 1931-1933 годах он был президентом Ассоциации немецких сценаристов и композиторов. Эти обязанности он будет выполнять снова в 1951-1954 годах (вместе с Эдуардом Кюннеке).
Уже в 1932 году его имя появилось в «Völkischer Beobachter» в списке «нежелательных» писателей. Из-за своих литературных работ и еврейского происхождения он был заключен в тюрьму в 1933 году после прихода национал-социалистов к власти в Германии. В марте 1933 года был арестован нацистами в Дрездене после премьеры пьесы «Предательство гауптмана Гризеля», предупреждающего об опасностях национал-социализма.
Затем Ханс Йозе Рефиш бежал из нацистской Германии. Сначала он эмигрировал в Вену, где был художественным руководителем вместе с берлинским театральным предпринимателем Куртом Гельдвертом (псевдоним: Конрад Двертон) в театре на Йоханнесгассе. Однако из-за нехватки капитала компания была закрыта после нескольких постановок. При поддержке издателя Георга Мартона (1899—1979) Рефиш нашёл доступ к венскому театральному делу, и несколько его пьес были поставлены на венских сценах. Пьеса «Вода для канитоги» (1936), поставленная совместно с братьями Эгоном (1910—1994) и Отто Эйс (1903—1952), была показана в 56 городах Европы и Южной Америки. Рефиш выбрал для многих своих произведений творческие псевдонимы. Тем не менее венские театральные критики и австрийская культурная бюрократия знали настоящее имя автора. Поскольку венские постановки Рефиша считались безобидными развлекательными произведениями, а также были кассовыми хитами, австрийский фашизм его не беспокоил.
В 1936 году Рефиш уехал в Лондон. Там он устроился слесарем, затем на BBC и в Office of Strategic Services США (офисе Стратегических служб США).
В 1939 году он был лишён германского гражданства (Третьего рейха). Вместе с философом Германом Фридманом, публицистом Хансом Йегером (1899—1975) и бывшим художественным руководителем дрезденского театра Карлом Вольфом (1876—1952) он основал в Лондоне «Клуб 1943»— культурную ассоциацию немецкоязычных эмигрантов.
В 1944 году Рефиш опубликовал антологию «Тирания» («In Tyrannos»), в которой были представлены немецкие движения за свободу и сопротивление четырёх столетий, а также демократические традиции Германии.
После Второй мировой войны в 1947-1949 годах он преподавал в Новой школе социальных исследований в Нью-Йорке .
В 1950 году Рефиш вернулся в Германию и жил в Мюнхене, Гамбурге и Берлине.
В 1951 году Рефиш написал немецкую версию сценария к фильму «Синяя борода». Это был фильм совместного франко-немецкого производства, в немецкой версии главную роль исполнил Ханс Альберс. В начале февраля 1951 года гамбургский театр «Deutsches Schauspielhaus» поставил новую версию комедии Рефиша «Кто плачет по Юкенаку?» и в том же году спектакль по его историческому роману «Парижские ведьмы, колдовское безумие и интриги при дворе Людовика XIV». Это был большой успех старого романа Рефиша. До 1969 года два издания «Die Hexen von Paris» (Парижские ведьмы) были опубликованы издательством Cotta-Verlag в Штутгарте и семь — Rütten & Loening  в 1952 году на датском и голландском языках, в 1954 году на шведском языке, в 1963 году на нидерландском языке. В 1970 году роман был опубликован в переводе на словенский язык.

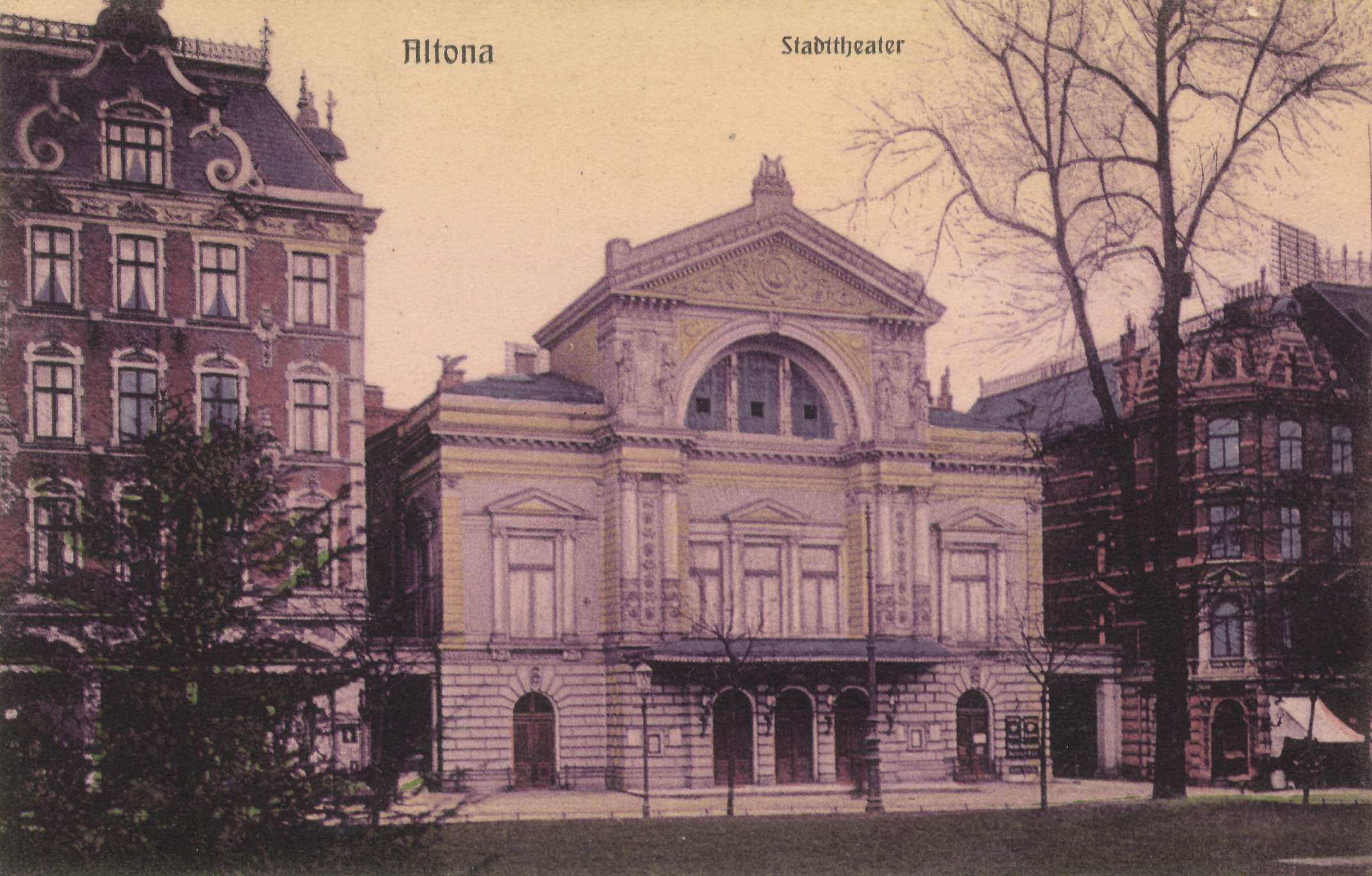
Городской театр Гамбурга

Произведения Рефиша ставились  на сценах в обоих немецких государствах до конца 1950-х годов. Его величайшим послевоенным успехом стала в 1955-1956 годы трагедия «Полковник Шабер» по рассказу французского писателя Оноре де Бальзака (1799—1850) периода постнаполеоновской реставрации. Это история о том, как наполеоновский полковник Шабер, чудом выживший на войне, после долгого отсутствия возвращается во Францию, где он уже объявлен мёртвым.
Рефиш также писал сценарии радиоспектаклей. Какое-то время он был председателем Общества по использованию авторских прав на литературу (Gesellschaft zur Verwertung literarischer Urheberrechte), созданного в 1955 году, предшественника Verwertungsgesellschaft Wort .
В 1931—1933 и в 1951—1956 годах возглавлял Союз немецких драматургов и композиторов. С 1957 года часто бывал в ГДР.
Ханс Йозе Рефиш умер 9 июня 1960 года во время пребывания в санатории в Швейцарии. Он похоронен на кладбище общин Дорофеенштедтише и Фридрихсвердер в Берлине.
Первой женой Рефиша была Лилли Штадхаген (1917-1938), психоаналитик. У них было двое детей, поэт Беата Дункан и Том Рефиш. После развода он женился в 1942 году на Антонии Вальд, с которой прожил до конца своей жизни.

## Произведения

### Драмы
- Золотые руки — трагедия (1913)
- Рай — трагедия (1919)
- Шофер Мартин — трагедия в 5 действиях (1920)
- Девкалион — мифическая драма (1921)
- Воспитание через «Колибри» — комедия в 3-х действиях (1922)
- Кто плачет от зуда? — трагическая комедия в 3-х действиях (1924)
- Никель и тридцать шесть праведников — комедия в 3-х действиях (1925)
- Дуэль на Лидо — комедия в 3-х действиях (1926)
- Об этом можно и говорить — берлинские иллюстрированные листы в 3-х действиях (1926)
- Разция — берлинская трагическая комедия в 9 картинах (1927)
- Гинеколог — спектакль в 3-х действиях (1928)
- Пьетро Аретино — пьеса в 3-х действиях (1929)
- Дело Дрейфуса — пьеса в 5 действиях (1929) (совместно с Вильгельмом Херцогом)
- Брест-Литовск — драма европейского мира (1930)
- Измена капитана Гризеля — пьеса в 3 актах (1932)
- Доктор Земмельвейс — пьеса (1934)
- Джентльмены — драма (1935)
- Нелепый сэр Энтони — драма (1935)
- Вода для канитоги — спектакль в 3-х действиях (1936)
- Первая любовь — комедия (1937)
- Битва за лист — драма (1937)
- Мальчики из колледжа — драма (1937)
- Железный путь — драма (1938)
- Невесты на море — драма (1943)
- Колодец обещаний — драма (1945)
- Руки прочь от Елены! — драма (1951)
- Железный путь — пьеса (1952)
- Из обратного пути — драма (1952)
- Вечная женственность — пьеса (1953)
- Кассовый доктор — драма (1954)
- Полковник Шабер — пьеса в 3-х действиях (1955)
- Уголовное дело доктора Хельбига (1955)
- Beyond Fear — пьеса в 3-х действиях (1958)
- Бумеранг — пьеса (1960)
- Измена в Риме — пьеса в 3-х действиях (1960)

### Книги
- In Tyrannos — Четыре века борьбы с тиранией в Германии. Симпозиум. (Под ред. Ханса Рефиша, 1944 г.)
- Парижские ведьмы — роман (1957)
- Свадьба Лисистраты — роман (1959)